# Berthold Woltze

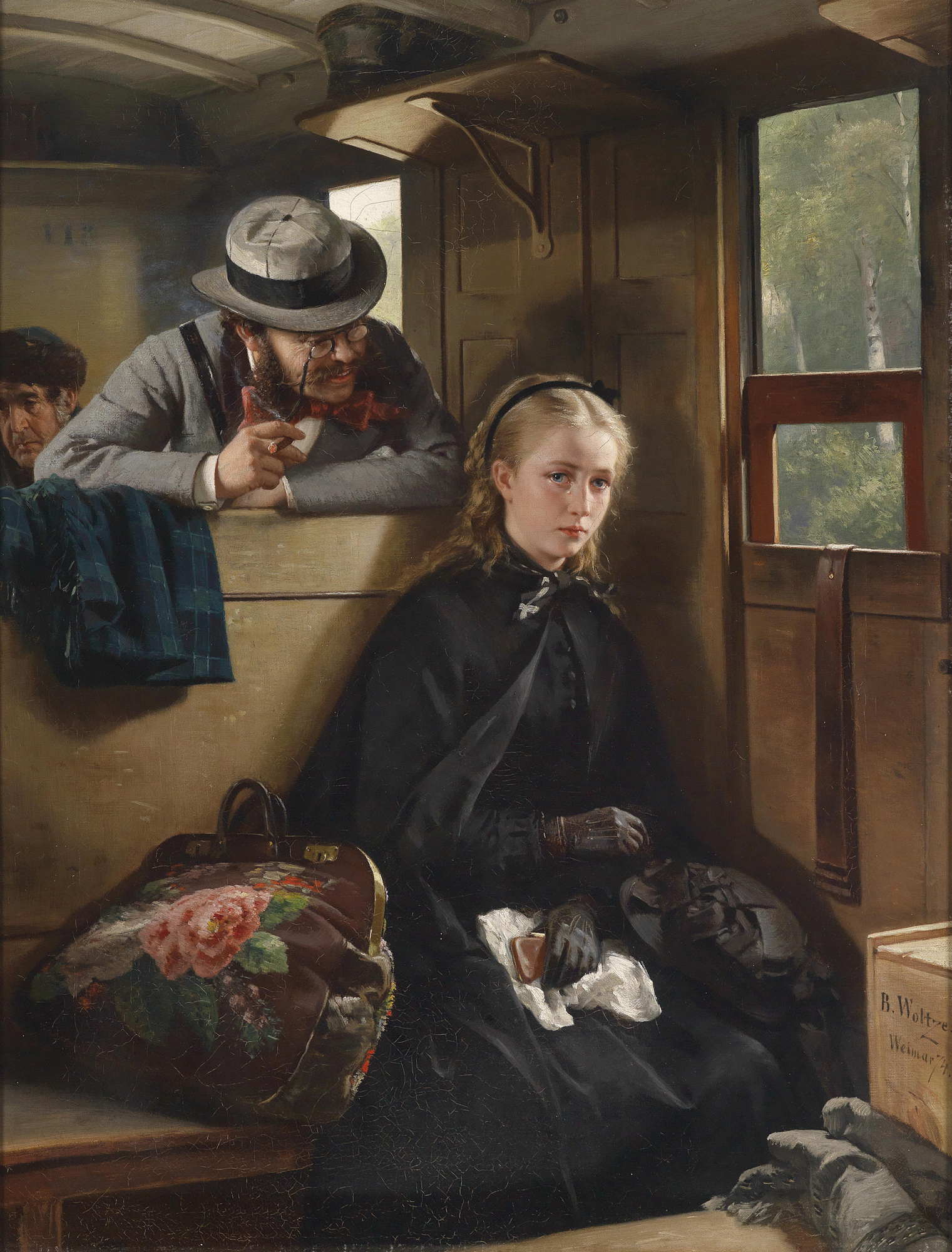
Der lästige Kavalier

Berthold Woltze (* 24. August 1829 in Havelberg; † 29. November 1896 in Weimar) war ein deutscher Genremaler, Bildnismaler und Illustrator. 
Berthold Woltze war Professor an der Großherzoglich-Sächsischen Kunstschule Weimar. Im Zeitraum von 1871 bis 1878 veröffentlichte er zahlreiche seiner Werke in der „Gartenlaube“. Als sein wohl bekanntestes Werk gilt „Der lästige Kavalier“ (1874).
Er ist der Vater des Architekturmalers Peter Woltze (1860–1925).